# Stilobezzia papuae
Stilobezzia papuae är en tvåvingeart som beskrevs av Tokunaga 1963. Stilobezzia papuae ingår i släktet Stilobezzia och familjen svidknott. Inga underarter finns listade i Catalogue of Life.